# 阿扎迪广场
阿扎迪广场（波斯語：‎，羅馬化：Meydān-e Āzādi，直译：自由广场），是伊朗首都德黑兰的一个城市广场。
阿扎迪广场面积约50,000 m2，是德黑兰最大的广场，也是伊朗第二大城市广场，仅次于伊斯法罕的伊玛目广场。
广场中心是50米高的阿扎迪塔。
1979年伊朗伊斯兰革命以前，此处原名Shahyad广场 革命期间，此处发生大规模示威。2009年伊朗绿色革命期间，此处再次发生大规模示威。